# Edificio CHACOFI
El Edificio CHACOFI es una torre de oficinas que se encuentra frente a la Plaza Roma, sobre la Avenida Leandro N. Alem, importante arteria de la zona financiera y comercial del barrio de San Nicolás, en la ciudad de Buenos Aires, Argentina.
De la mano del desarrollo del conjunto Catalinas Norte como polo de grandes empresas y multinacionales en Buenos Aires, la zona del bajo de la Avenida Alem (conocido así por la pendiente que sufren las calles, debido a la presencia de la antigua barranca del Río de la Plata) comenzó a poblarse de edificios de oficinas y pequeñas torres de menor altura que las del importante complejo, pero que formaron una zona de gran uniformidad en altura y densidad de construcción.
En 1974, el comitente Sinbra S.A. hizo cargo a la desarrolladora y constructora CHACOFI S.A. de un proyecto para levantar una torre de oficinas frente a la Plaza Roma, superando los 100 metros de altura y en un terreno relativamente angosto, entre medianeras. Allí se encontraba, desde la década de 1880, la antigua y lujosa residencia que el arquitecto Tamburini había hecho para el Presidente Miguel Juárez Celman.
El Estudio Mario Roberto Álvarez y Asociados (MRAyA) estuvo a cargo del proyecto arquitectónico. Colaboraron los arquitectos José Perini y Carlos Ramos, y el ingeniero Miguel Ángel García de Álamo. El estudio Lavallaz, Yentel y Asociados, Ingeniería S.A. asesoró en estructuras, y CHACOFI se hizo cargo de las obras, dirigidas por MRAyA.
Las características del terreno fueron la de un desnivel de 6,5 metros entre la altura de la calle 25 de Mayo y la de la Avenida Alem, la del doble acceso que brindaría al edificio el hecho de tener acceso a las dos vías de circulación, y la posibilidad de brindar de vistas del Río de la Plata a los pisos superiores.
Para brindar al edificio la mayor altura posible, se ocupó la menor cantidad de terreno que permitiera el Código de Edificación. Para aprovechar la mayor cantidad de superficie posible en oficinas, el núcleo de servicios (escalera, ascensores, etc.) se ubicó sobre la fachada oeste, en un volumen unido al cuerpo principal.

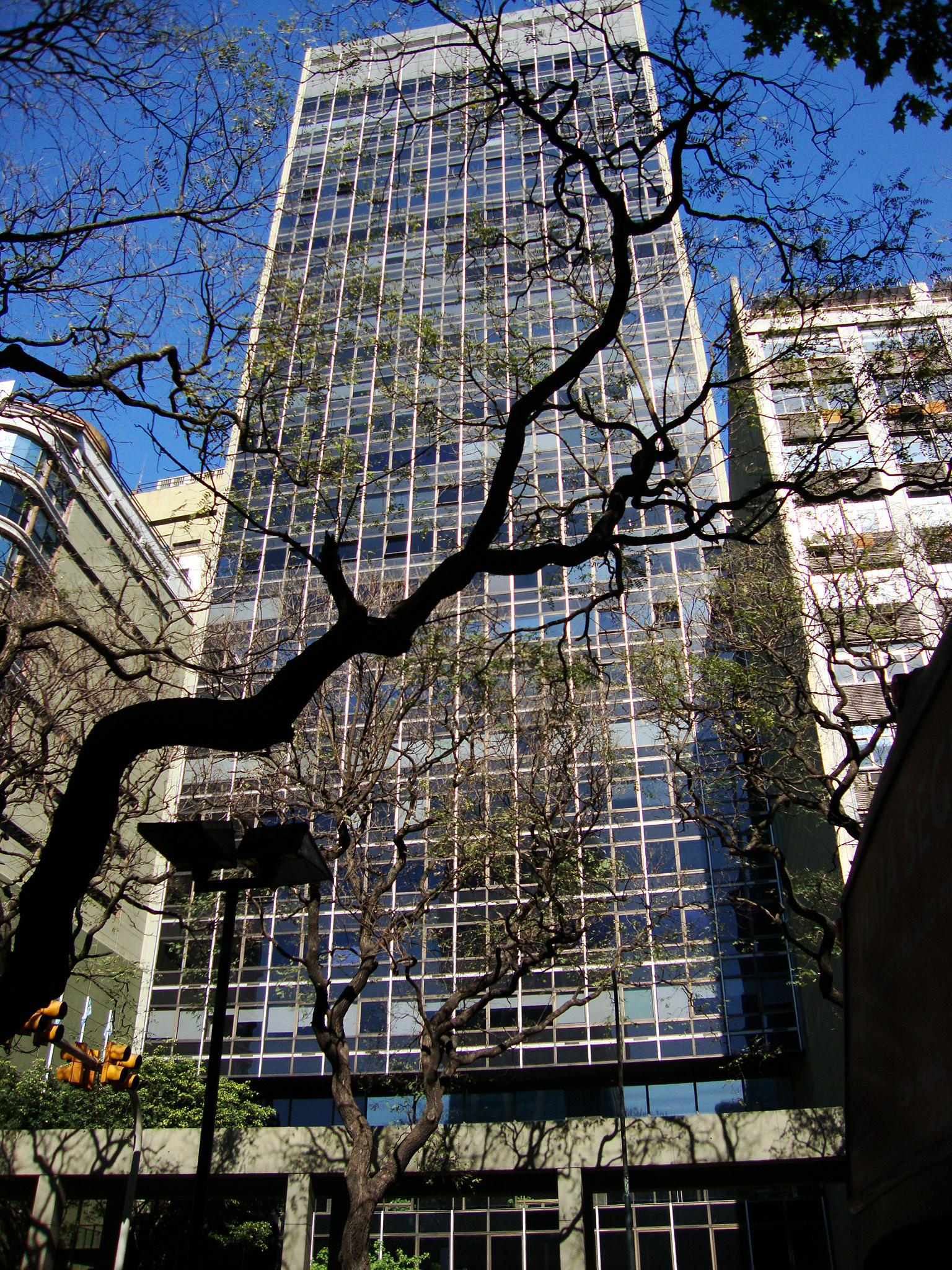
Visto desde la Avenida Alem

Los dos subsuelos de la torre fueron destinados a cocheras, y el basamento se reservó para locales comerciales, con ascensores y escaleras propias, y acceso vehicular y peatonal independientes de los pisos de oficinas. La fachada del Edificio CHACOFI consistió en una carpintería de aluminio semi-integral (falso courtain wall) con paneles vidriados polarizados.
En cuanto a la estructura del edificio, fue necesario realizar una depresión de la napa freática, ya que esta se encontraba superior al nivel al cual llegaban los subsuelos. Además, para evitar los efectos de la oscilación causada por el viento, se colocaron dos tabiques de hormigón armado, uno en el piso 13º y otro en el 25º. Un sistema de contraventamiento permitió prevenir la circulación del viento en cualquier sentido posible. No fue utilizada ninguna pluma para las obras, sino dos torres con cangilones y plataforma, balancines motorizados y carro limpiavidrios.